# Batalla de Guastalla
La batalla de Guastalla se libró el 19 de septiembre de 1734 en el marco de la guerra de sucesión polaca entre las tropas franco-piamontesas y las austriacas.
Las tropas austriacas, conocedoras de la escasa guarnición francesa que guardaba la ciudad fortificada de Mirándola, la asediaron desde el 4 de octubre, tomándola el 12.